# Toponyme pléonastique
 (juillet 2015).
Si vous disposez d'ouvrages ou d'articles de référence ou si vous connaissez des sites web de qualité traitant du thème abordé ici, merci de compléter l'article en donnant les références utiles à sa vérifiabilité et en les liant à la section « Notes et références ».

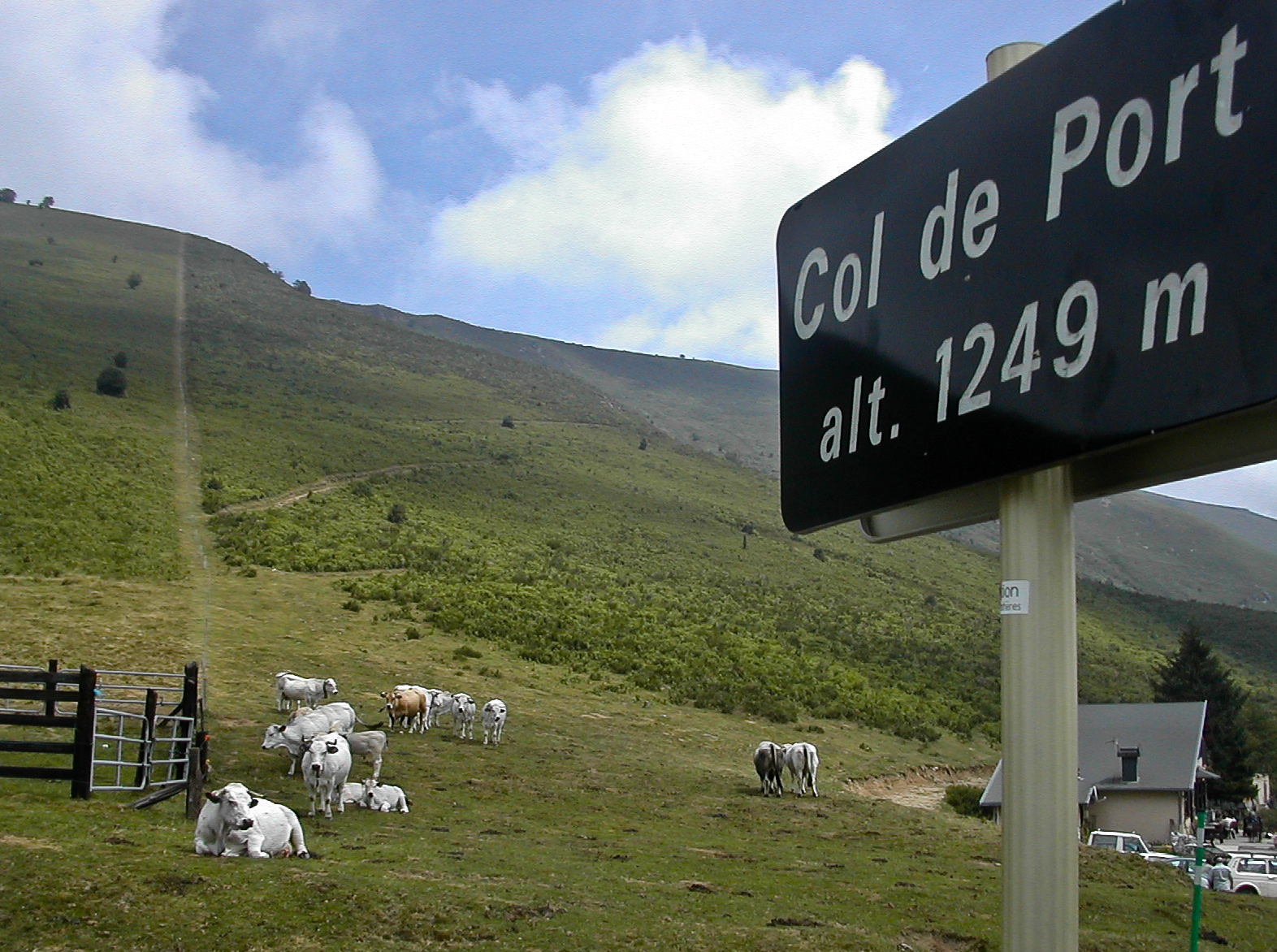
Le col de Port dont le nom signifie en réalité « col de Col ».

Un toponyme pléonastique est un toponyme qui comprend un pléonasme.

## Origine
Les toponymes les plus anciens concernent les principales singularités topographiques : les montagnes (oronymes) et les cours d'eau (hydronymes), et la façon la plus évidente de les nommer était de les appeler par leur nom générique : mont, vallée, eau, etc.
Au cours du temps, les langues changent, elles évoluent ou sont remplacées par d'autres. En revanche, les noms de lieux ont tendance à se maintenir, devenant ainsi des noms propres dont la signification échappe au plus grand nombre, on dit qu'ils sont délexicalisés. Ainsi, même si Ventoux a signifié « mont » dans une langue antérieure ou dans la même langue qui a évolué et dont le mot s'est perdu, on dira pourtant « le mont Ventoux ».

## Oronymes
Un grand nombre d'oronymes (noms de montagnes) sont en fait des redoublements « mont mont » et s'apparentent à des tautologies ; il existe même un triplet, Mongibello Mons :
- le mont Ventoux : Mont *Went-*tur
- Montcuq : Mont *Kukk[2]
- Montcalm (Ariège) : Mont *Kalm
- le Tuc de la Pale (Ariège) : *Tuk *Pal
- le Tüc Mail : *Tuk *Mal
- le Vignemale : *Went *Mal
- le mont Truc, en Haute-Savoie
- la Pène Male (Saint-Lary-Soulan, 65) : Pena *Mal (pyrénéen & fossile dravidien)[3],[4])
- le Soum Pène (Argelès-Gazost, 65) : Summus Pena (latin & pyrénéen)
- le Touron de Bène (1564 m, sud-ouest d'Argelès-Gazost, 65) : Tur Pena [précision nécessaire]
- le pic de la Munia (Piau-Engaly, 65) : Pic Muño (occitan & basque)
- le pic du Gar (Saint-Béat, 31) : Pic Garr (occitan & fossile basque)
- Garmendia : Garr Mendi(a) (fossile basque & basque récent)
- Eizmendi : Haitz Mendi (basque & basque)
- Mongibeddu (nom sicilien de l'Etna, transcrit Mongibello en italien) : Mons Djebel (latin et arabe)[5],[6]
  - Mongibello Mons (une montagne sur Io) : un triplet (Mons et Mongibello ci-dessus[7])
- Djebel Amour (Sahara algérien occidental) : (arabe & tamazight)
- le tuc de Biscarrague (du gascon « sommet » et du basque « lieu des crêtes »)[8],[9]
- Saint-Puy déformation de Soum Puy « sommet sommet » (occitan & occitan)
- Puy-de-Serre (Vendée) du latin Podium de Serra, Puy (Podium) et Serre (Serra) désignant des montagnes ou des sommets
- Mont Puget (Provence) Puget est le diminutif occitan de puech, désignant une hauteur (du latin podium)

## Autres exemples
On note également les redoublements :
- Anse du Vicq « anse de l'anse » (français & vieux normand)
- Aix-les-Bains Aix signifiant « Eau » et « les bains » signifiant une ville d'eau
- La Balme-les-Grottes « grotte les grottes » (francoprovençal & français)
- Châteaudun  « château forteresse » (roman & racine celtique dun)
- le col de Port « col du col » (français & gascon)
- le col de Cou « col de col » (français & francoprovençal)
- Le col du Bouchet dans le Queyras "Col du passage (col) secondaire (petit)".
- la forêt de la Londe « forêt de la forêt » (français & vieux normand)
- la forêt de Haye « forêt de la forêt », haye (> français moderne haie) avait aussi le sens de « forêt, lisière de forêt » en ancien français
- le  Gué du Vey « gué du gué » (français & normand)
- Le Gué-de-Longroi « gué du long gué » (français & gallo-roman septentrional)
- le lac d'Oô « lac du lac de montagne » (français & gascon)
- le lac de Gaube « lac du lac » (français & gascon)
- le lac Léman « lac lac » (français & racine indo-européenne, peut-être celtique)
- le lac Tchad « lac lac » (français & kanouri)
- Oued Souf « rivière rivière » (arabe & tamazight)
- le río Ameca « rivière rivière » (Amecatl signifiant rivière en nahuatl[10])
- le Rubec « ruisseau du ruisseau » (français & vieux normand)
- le val d'Aran « val de la vallée » (roman & basque)
- Puente de Alcántara (plusieurs occurrences) « pont du pont » (espagnol & arabe)
- Latsa erreka (affluent de la Nive) « ruisseau ruisseau » (basque & basque)
- Canal de la Robine « canal du canal » (français & occitan)
- Port-Barcarès « port Port » (français & catalan roussillonais)
- le port du Hable « port du port » (français & ancien normand). Hable a la même origine que havre qui n'est qu'une variante phonétique, toutes deux altération de l'ancien scandinave hafn « port de mer »[11]
- le département des Côtes-d'Armor « côtes du bord de mer » (français et breton)
- le Golfe du Morbihan « golfe de la petite mer » (français & breton)
- L'Île-d'Yeu : Yeu est une évolution du germanique commun *aujō < *aʒwjō « (chose) sur , dans de l'eau », d'où « île » latinisé en Augia dans les textes. Il s'agit d'une formation adjectivale dérivée d’*aʒwō- « eau » < indo-européen *akʷa- « eau » (cf. latin aqua)[12].

Parfois un redoublement signale deux toponymes voisins ayant la même origine (par exemple frênaie), ou signale la présence d'un village et d'un hameau :
- Arsure-Arsurette ;
- Avanne-Aveney ;
- Bussus-Bussuel ;
- Épagne-Épagnette ;
- Fonches-Fonchette ;
- Fréchou-Fréchet ;
- Mailly-Maillet ;
- Hodeng-Hodenger ;
- Frontenay-Rohan-Rohan.

Le nom de la ville d'Aire-sur-l'Adour, pour sa part, assemble deux éléments désignant le même fleuve, le premier dérivant de sa forme latine (Atura) et le second correspondant à sa forme moderne (Adour).